# 拉斯特拉斯德尔波索
拉斯特拉斯德尔波索，是西班牙卡斯蒂利亚-莱昂塞戈维亚省的一个市镇。 总面积33平方公里，总人口80人（2001年），人口密度2人/平方公里。